# Hahic
Der Hahic (Rio Hahic) ist ein temporäres Flusssystem an der Nordküste Osttimors. Nur während der Regenzeit sammelt sich Wasser im Flussbett im Grenzgebiet zwischen den Sucos Liurai (Verwaltungsamt Remexio) und Hera (Verwaltungsamt Cristo Rei) und fließt weiter nach Norden durch Hera. Der Hahic führt westlich am Ort Hera vorbei, nimmt den von Westen kommenden Fluss Quik auf und mündet schließlich kanalisiert westlich des Marinestützpunkts Hera in die Bucht von Hera.